# Ітон (Нью-Йорк)
Ітон (англ. Eaton) — місто (англ. town) в США, в окрузі Медісон штату Нью-Йорк. Населення — 4284 особи (2020).

## Демографія
Згідно з переписом 2010 року, у місті мешкало 5255 осіб у 1477 домогосподарствах у складі 913 родин. Було 1941 помешкання
Расовий склад населення:
| - 85,3 % — білих - 10,6 % — чорних або афроамериканців - 0,8 % — азіатів - 0,6 % — корінних американців - 1,3 % — осіб інших рас |

До двох чи більше рас належало 1,4 %. Частка іспаномовних становила 3,6 % від усіх жителів.
За віковим діапазоном населення розподілялося таким чином: 16,4 % — особи молодші 18 років, 72,2 % — особи у віці 18—64 років, 11,4 % — особи у віці 65 років та старші. Медіана віку мешканця становила 23,2 року. На 100 осіб жіночої статі у місті припадало 102,5 чоловіків;  на 100 жінок у віці від 18 років та старших — 103,9 чоловіків також старших 18 років.
Середній дохід на одне домашнє господарство  становив 65 320 доларів США (медіана — 53 948), а середній дохід на одну сім'ю — 74 849 доларів (медіана — 60 059). Медіана доходів становила 49 260 доларів для чоловіків та 36 051 долар для жінок. За межею бідності перебувало 9,0 % осіб, у тому числі 11,1 % дітей у віці до 18 років та 11,3 % осіб у віці 65 років та старших.
Цивільне працевлаштоване населення становило 1964 особи. Основні галузі зайнятості: освіта, охорона здоров'я та соціальна допомога — 38,8 %, мистецтво, розваги та відпочинок — 12,4 %, виробництво — 10,3 %.